# Daïra d'El Kseur
La daïra d'El Kseur est une circonscription administrative algérienne située dans la wilaya de Béjaïa et la région de Kabylie. Son chef-lieu est situé sur la commune éponyme d'El Kseur.
La daïra regroupe les trois communes d'El Kseur, Fenaïa Ilmaten et Toudja.

## Géographie

### Localisation
| Mer Méditerranée | Mer Méditerranée | Mer Méditerranée |
| Adekar           | daïra d'El Kseur | Béjaïa           |
| Sidi-Aïch        | Timezrit         | Amizour          |